# Ispánk, Vas
Ispánk  este un sat în districtul Körmend, județul Vas, Ungaria, având o populație de 105 locuitori (2011). 

## Demografie
Componența etnică a satului Ispánk
     Maghiari (100%)
Componența confesională a satului Ispánk
     Reformați (38,1%)
     Romano-catolici (19,05%)
     Fără religie (3,81%)
     Necunoscută (39,05%)
     Alte religii (6,67%)
Conform recensământului din 2011, satul Ispánk avea 105 locuitori. Din punct de vedere etnic, majoritatea locuitorilor (100,0%) erau maghiari. Nu există o religie majoritară, locuitorii fiind reformați (38,1%), romano-catolici (19,05%) și persoane fără religie (3,81%). Pentru 39,05% din locuitori nu este cunoscută apartenența confesională.